# Aleksandar Veselinović
Aleksandar Veselinović (Obrovazzo, 23 maggio 1970) è un allenatore di calcio ed ex calciatore serbo, di ruolo difensore.

## Carriera

### Allenatore
Il 26 agosto 2024 prende le redini del Partizani Tirana militante in Kategoria Superiore. Viene esonerato il 22 febbraio 2025 in seguito alla sconfitta in campionato per mano del Bylis Ballsh (2-3).